# Holy War (Boston College-Notre Dame)
La Holy War est une rivalité dans le football américain universitaire opposant l'équipe du Fighting Irish de l'université de Notre-Dame-du-Lac basée à South Bend dans l'Indiana et celle des Eagles de Boston College de l'université Boston College basée à Chestnut Hill dans le Massachusetts.
La série tire son nom du fait que les Eagles et le Fighting Irish représentent les deux seules universités catholiques des États-Unis encore membre de la NCAA Division I Football Bowl Subdivision (FBS), le plus haut niveau de compétition du football universitaire américain.

## Histoire
Bien que le football américain dans les deux universités remonte au XIXe siècle, la série elle-même est relativement jeune. Boston College et Notre Dame se sont rencontrés pour la première fois le 15 septembre 1975, lors d'un match organisé au Foxboro Stadium dans le Massachusetts. Les deux universités se sont rencontrées 27 fois (fin 2022), y compris lors du Liberty Bowl de 1983 joué à Memphis dans le Tennessee.
Une série annuelle a eu lieu de 1992 à 2004 et après une interruption de deux saisons, la rivalité a repris pour les saisons 2007 à 2012, 2015, 2017 et 2019 dans le cadre de l'accord de programmation de Notre Dame avec l'ACC.
Notre Dame mène la série 18-9. L'avenir de la série était en question depuis plusieurs années après que Boston College ait quitté la Big East pour l'ACC et que la Big East ait demandé à Notre Dame d'ajouter au moins trois universités de la Big East chaque année à son calendrier, mais le 8 juin 2010, il a été annoncé que la série continuerait.
Alors que le surnom de « Holy War » remonte à la première confrontation entre les deux programmes en 1975 et qu'il est devenu populaire dans les médias sportifs,,,,,,,,, la rivalité a également acquis un certain nombre d'autres surnoms au fil des ans tels que « Vatican Bowl » ou « Frank Leahy Memorial Bowl ». L'ancienne secrétaire d'État Condoleezza Rice, une ancienne élève de Notre Dame, a fait référence à la rivalité en utilisant le surnom de « Holy War » lors d'un discours de remise des diplômes en 2006 à l'Alumni Stadium de Boston College.

## Trophées
Le Frank Leahy Memorial Bowl est un trophée en forme de grand bol en cristal taillé, remis au vainqueur du match de football américain entre Boston College et Notre Dame. Il porte le nom du légendaire Frank Leahy, qui a été entraîneur principal des deux universités. Le prix est remis à l'équipe gagnante à la fin du match par les membres du Notre Dame Club de Boston.
L'Ireland Trophy, créé par le gouvernement étudiant de Notre Dame en 1994, est remis chaque année « en signe de bonne volonté, de camaraderie et de rivalité amicale » au vainqueur du match.

## Palmarès
Le classement des équipes dans les tableaux ci-dessous est celui de l'Associated Press avant la saison 2014 et celui du comité du College Football Playoff depuis 2014.
Les victoires de Notre Dame lors des saisons 2012 et 2013 ont été annulées par la NCAA le 22 novembre 2016, après que la NCAA ait constaté qu'un étudiant-entraîneur avait commis une faute académique envers deux joueurs de football américain et fourni à six autres joueurs des avantages académiques supplémentaires inadmissibles. La NCAA a également rejeté l'appel de Notre Dame le 13 février 2018.
Ces victoires annulées ne sont pas incluses dans les bilans historiques et de série de Notre Dame (voir Wikipedia:WikiProject College football/Vacated victories (en) pour une explication de la façon dont les victoires annulées sont enregistrées),.
| 17victoires pour Notre Dame    | 9 victoires pour Boston College | résultat annulé par la NCAA  |                              |
| Plus large victoire            | Notre Dame, 54–7 (1992)         | Notre Dame, 54–7 (1992)      | Notre Dame, 54–7 (1992)      |
| Plus longue série de victoires | Notre Dame, 9 (2009–present)    | Notre Dame, 9 (2009–present) | Notre Dame, 9 (2009–present) |
| Série en cours sans défaite    | Notre Dame, 9 (depuis 2009)     | Notre Dame, 9 (depuis 2009)  | Notre Dame, 9 (depuis 2009)  |

| N° | Date              | Lieu          | Vainqueur          | Score |
| -- | ----------------- | ------------- | ------------------ | ----- |
| 01 | 15 septembre 1975 | Foxborough    | #9 Notre Dame      | 17–03 |
| 02 | 29 décembre 1983  | Memphis       | Notre Dame         | 19–18 |
| 03 | 7 novembre 1987   | South Bend    | #9 Notre Dame      | 32–25 |
| 04 | 7 novembre 1992   | South Bend    | #8 Notre Dame      | 54–07 |
| 05 | 20 novembre 1993  | South Bend    | #12 Boston College | 41–39 |
| 06 | 8 octobre 1994    | Chestnut Hill | Boston College     | 30–11 |
| 07 | 28 octobre 1995   | South Bend    | #15 Notre Dame     | 20–10 |
| 08 | 9 novembre 1996   | Chestnut Hill | #19 Notre Dame     | 48–21 |
| 09 | 25 octobre 1997   | South Bend    | Notre Dame         | 52–20 |
| 10 | 7 novembre 1998   | Chestnut Hill | #13 Notre Dame     | 31–26 |
| 11 | 20 novembre 1999  | South Bend    | #25 Boston College | 31–29 |
| 12 | 11 novembre 2000  | South Bend    | #11 Notre Dame     | 28–16 |
| 13 | 27 octobre 2001   | Chestnut Hill | Boston College     | 21–17 |
| 14 | 2 novembre 2002   | South Bend    | Boston College     | 14–07 |
| 15 | 25 octobre 2003   | Chestnut Hill | Boston College     | 27–25 |

| N° | Date             | Lieu          | Vainqueur         | Score |
| -- | ---------------- | ------------- | ----------------- | ----- |
| 16 | 23 octobre 2004  | South Bend    | Boston College    | 24–23 |
| 17 | 13 octobre 2007  | South Bend    | #4 Boston College | 27–14 |
| 18 | 8 novembre 2008  | Chestnut Hill | Boston College    | 17–0  |
| 19 | 24 octobre 2009  | South Bend    | Notre Dame        | 20–16 |
| 20 | 2 octobre 2010   | Chestnut Hill | Notre Dame        | 31–13 |
| 21 | 19 novembre 2011 | South Bend    | #24 Notre Dame    | 16–14 |
| 22 | 10 novembre 2012 | Chestnut Hill | #4 Notre Dame     | 21–06 |
| 23 | 21 novembre 2015 | Fenway Park   | #4 Notre Dame     | 19–16 |
| 24 | 16 novembre 2017 | Chestnut Hill | Notre Dame        | 49–20 |
| 25 | 23 novembre 2019 | South Bend    | #16 Notre Dame    | 40–07 |
| 26 | 14 novembre 2020 | Chestnut Hill | #2 Notre Dame     | 45–31 |
| 27 | 19 novembre 2022 | South Bend    | #18 Notre Dame    | 44–0  |

1. ↑  Les victoires de Notre Dame de 2012 ont été annulées par la NCAA[12]

## Articles annexes
- Liste des matchs de rivalité en football américain universitaire de la NCAA